# Цивільно-правова угода
Цивільно-правова угода — угода між двома або більше фізичними чи юридичними особами, направлена на виникнення, зміну або припинення цивільних правовідносин.

## По змісту цивільно-правові угоди діляться на

### 1. Майнові цивільно-правові угоди
- договори, спрямовані на передачу майна (купівля/продаж, дарування, міна, поставка);
- договори про виконання робіт (будівельний підряд);
- договори про надання послуг (страхування, перевезення, зберігання).

### 2. Організаційні цивільно-правові договори
- установчі договори про створення юридичних осіб;
- угода між комерційними організаціями й органами місцевого самоврядування;
- генеральні договори.

Цивільно-правовою угодою може вважатися будь-який договір, укладений відповідно до Цивільного кодексу. Цивільним кодексом України передбачені окремі види цивільно-правових договорів. Разом з тим, сторони можуть укласти цивільно-правовий договір як передбачений, так і не передбачений законодавством. Основне правило при укладанні договору полягає в тому, щоб його умови не суперечили Закону.

## В Україні
В радянському цивільному законодавстві, зокрема в Цивільному кодексі Української РСР 1963 р.: дії громадян і організацій, спрямовані на встановлення, зміну або припинення цивільних прав або обов'язків (ч. 1 ст. 41 ЦК УРСР 1963 р.). Угоди можуть бути односторонніми і дво- або багатосторонніми (договори) (ч. 2 ст. 41).
Цивільний кодекс України 2003 р. використовує термін «угода» у статті 1267, а в інших випадках застосовує термін «правочин», що має аналогічне значення (див. ст. 202 ЦК України 2003 р.).